# Aydın Polatçı
Mehmet Aydın Polatçı (Istanbul, 15 maggio 1977) è un ex lottatore turco, specializzato nella lotta libera e greco-romana.

## Biografia
Rappresentò la Turchia a tre edizioni consecutive dei Giochi olimpici estivi da Sydney 2000 a Pechino 2008, vincendo la medaglia di bronzo ad Atene 2004 nel torneo di lotta libera pesi supermassimi.
Fu campione iridato ai mondiali di Budapest 2005 e per due volte campione continentale agli europei di Bratislava 1998 e Ankara 2004, sempre nella lotta libera pesi supermassimi.
Fece parte della spedizione turca ai XV Giochi del Mediterraneo di Almería 2005, dove si aggiudicò la medaglia d'oro Almería 2005.

## Palmarès
- Giochi olimpici

Atene 2004: bronzo nella lotta libera pesi supermassimi;
- Mondiali

Tehran 2002: bronzo nella lotta libera pesi supermassimi;
Budapest 2005: oro nella lotta libera pesi supermassimi;
- Europei

Bratislava 1998: oro nella lotta libera pesi supermassimi;
Minsk 1999: argento nella lotta libera pesi supermassimi;
Ankara 2004: oro nella lotta libera pesi supermassimi;
- Giochi del Mediterraneo

Almería 2005: oro nella lotta libera pesi supermassimi;
- Mondiali militari

Ostia 1997: argento nella lotta greco-romana pesi supermassimi; bronzo nella lotta libera pesi supermassimi;
Camp Lejeune 2000: oro nella lotta libera pesi supermassimi; oro nella lotta greco-romana pesi supermassimi;
- Goodwill Games

New York 1998: bronzo nella lotta libera pesi supermassimi;
- Mondiali junior

Helsinki 1997: oro nella lotta libera -115 kg;
- Europei junior

Witten 1995: oro nella lotta libera -115 kg;
Istanbul 1997: oro nella lotta libera -115 kg;